# روت روزنفيلت
روت روزنفيلت Ruth Rosenfeld (ولدت في فرانكفورت في 22 أبريل 1920- ماتت في الولايات المتحدة الأمريكية في 1991) شاعرة ألمانية.

## حياتها
بدأت روت في كتابة الشعر في سن مبكرة من حياتها، إلا أنها لم تنشر منه شيئا في حياتها، وإنما عثر على مخطوطات لشعرها بعد موتها، وقد نشرته أورزولا درايسه Ursula Dreysse.
هربت روت من ألمانيا إلى الولايات المتحدة الأمريكية في عام 1939, لكونها من عائلة يهودية. أما أبويها فقد قتلا في عهد النازية، أمها في معسكر اعتقال أوْشفيتس Auschwitz الشهير، وأبوها في أحد معسكرات الاعتقال الأخرى.